# Миддельбё, Нильс
Нильс Миддельбё (дат. Nils Middelboe; 5 октября 1887, Бруннбю, Мальмёхус — 21 сентября 1976, Фредериксберг) — датский футболист, нападающий. Автор первого гола сборной Дании в её истории. Двукратный вице-чемпион Олимпийских игр (1908 и 1912). Первый иностранный футболист в истории «Челси». После завершения карьеры футболиста стал футбольным арбитром. Из-за своего высокого роста (188 см) в СМИ получил прозвище Великий Датчанин.

## Карьера
Миддельбё в течение почти всей своей карьеры оставался футболистом-любителем, его основной профессией была адвокатская деятельность, в которой Миддельбё преуспел. А во время игры за «Челси» он работал в одном из лондонских банков. Он только три раза получал зарплату, как профессиональный футболист. В «Челси» Миддельбё играл во всех домашних играх, но не был обязан ездить на выездные встречи.
Миддельбё дебютировал в копенгагенском клубе КБ в 1903 году в возрасте 16-ти лет. В команде он играл вместе со своими старшими братьями Эйнаром и Кристианом, второй был партнером Нильса и в датской национальной команде. С 1904 по 1913 Нильс выиграл 5 чемпионатов Копенгагена. Также Миддельбё был легкоатлетом, участвуя в тройном прыжке и в беге 4х100 метров. Он установил датские национальные рекорды в беге на 800 метров (со временем 2:05:20) и тройном прыжке (13 м 29 см).
В сборной Дании Миддельбё поехал на Олимпийские игры 1908 и 1912 года, выиграв серебряные медали олимпиад, а в 1912 году он ещё и был капитаном команды. Его гол в 1908 году, на Олимпийских играх, в ворота сборной Франции, стал первым официальным голом сборной Дании в истории. Сыграв 11-й матч в футболке национальной команды со Швецией, Миддельбё установил рекорд сборной Дании. Всего же Миддельбё провел 15 матчей за сборную и забил 7 мячей.
В 1913 году Миддельбё переходит в лондонский «Челси», став первым небританцем в истории команды. Первоначально он подписывает контракт с «Ньюкасл Юнайтед», однако с разрешения директора «Ньюкасла» уходит в «Челси». В «Челси» Миддельбё дебютирует 15 ноября 1913 года в матче с «Дерби Каунти» на Стэмфорд Бридж, где «Челси» выигрывает 2:1. Всего Миддельбё проводит за Челси 175 матчей, выступая до 1923 года. Затем он выступает за любительские лондонские команды «Коринтиан» и «Кэжуалз» до 1926 года.
В 1936 году Миддельбё возвращается в Данию, чтобы с 1940 года тренировать КБ Копенгаген. В апреле 1946 года «Челси» в товарищеском матче играл с КБ в честь 70-й годовщины клуба.

## Статистика

### Матчи Миддельбё за сборную Дании
| Матчи Миддельбё за сборную Дании | Матчи Миддельбё за сборную Дании | Матчи Миддельбё за сборную Дании | Матчи Миддельбё за сборную Дании | Матчи Миддельбё за сборную Дании | Матчи Миддельбё за сборную Дании |
| -------------------------------- | -------------------------------- | -------------------------------- | -------------------------------- | -------------------------------- | -------------------------------- |
| №                                | Дата                             | Соперник                         | Счёт                             | Голы Миддельбё                   | Соревнование                     |
| 1                                | 19 октября 1908                  | Франция                          | 9:0                              | 2                                | Олимпийские игры 1908            |
| 2                                | 22 октября 1908                  | Франция                          | 17:1                             | 1                                | Олимпийские игры 1908            |
| 3                                | 24 октября 1908                  | Великобритания                   | 0:2                              | —                                | Олимпийские игры 1908            |
| 4                                | 5 мая 1910                       | Англия (люб.)                    | 2:1                              | —                                | Товарищеский матч                |
| 5                                | 21 октября 1911                  | Англия (люб.)                    | 0:3                              | —                                | Товарищеский матч                |
| 6                                | 30 июня 1912                     | Норвегия                         | 7:0                              | 1                                | Олимпийские игры 1912            |
| 7                                | 2 июля 1912                      | Нидерланды                       | 4:1                              | —                                | Олимпийские игры 1912            |
| 8                                | 4 июля 1912                      | Великобритания                   | 2:4                              | —                                | Олимпийские игры 1912            |
| 9                                | 6 октября 1912                   | Германия                         | 3:1                              | 2                                | Товарищеский матч                |
| 10                               | 25 мая 1913                      | Швеция                           | 8:0                              | 1                                | Товарищеский матч                |
| 11                               | 5 октября 1913                   | Швеция                           | 10:0                             | —                                | Товарищеский матч                |
| 12                               | 26 октября 1913                  | Германия                         | 4:1                              | —                                | Товарищеский матч                |
| 13                               | 5 июня 1914                      | Англия (люб.)                    | 3:0                              | —                                | Товарищеский матч                |
| 14                               | 4 июня 1916                      | Швеция                           | 2:0                              | —                                | Товарищеский матч                |
| 15                               | 28 августа 1920                  | Испания                          | 0:1                              | —                                | Олимпийские игры 1920            |

Итого: 15 матчей / 7 голов; 11 побед, 0 ничьих, 4 поражения.